# Иљушин Ил-20
Иљушин Ил-20 (Iljušin Il-20) (НАТО назив „Coot-A“) је четворомоторни турбоелисни совјетски авион за фото и радиелектронско извиђање, пројектован у ОКБ Иљушин, а направљен на бази путничког авиона Ил-18Д у фабрици авиона No 240 из Москве у СССР, у периоду од 1968. до 1976. године.

## Пројектовање и развој
У првој половини шездесетих година двадесетог века Совјетски Савез и земље Варшавско уговора су биле изложене интензивним обавештајним активностима НАТО пакта. Појава шпијунских авиона Локид U-2, и Boing RC-135 натерало их је да и они предузму адекватне кораке. Стога је 1965. СССР донео одлуку о производњи новог извиђачког авиона, оспособљеног за визуелно и електронско извиђање. У ту сврху је требало да буде опремљен уређајима за откривање, надгледање и анализу извора радио комуникације, као и радарским изворима. Пошто се није претпостављало да ће авион деловати преко непријатељске територије, већ у међународном простору, коришћен је као задани тип савремене цивилне транспортне летелице Иљушину Ил-18 (пандам авиону Boing RC-135). Рад на новом авиону почео је у фабрици авиона у Москви у мају 1967. године. За реконструкцију је коришћен постојећи авион Ил-18Д. Прототип је први пут полетео 21. марта 1968. године, али без електронске опреме. Након испоруке опреме уследило је тестирање које је трајало од краја 1968. до лета 1969. године. По завршетку тестова одлучено је о производњи која је трајала до 1976. године.

### Технички опис
Авион Ил-20 је нискокрилни једнокрилац металне конструкције са четири турбоелисна мотора ББ-20М.  У односу на Ил-18 овај авион је претрпео незнатне измене (само оно што је проузроковало смештање одговарајуће опреме). Авион је био опремљен бочним радаром , фото опремом , ИР скенером, оптичким сензорима, сателитским комуникацијским системом за размену података у реалном времену. Ова опрема се у току века коришћења авиона мењала с обзиром на технолошки напредак у овој области.
Авион је опремљен радаром са бочним зрачењем Игла-1, који се налази испод трупа у гондоли дугој 8 м у облику цигаре.
Дуж обе стране трупа авион има избочине у којима се налазе камере А-87П за фотографије из ваздуха. Позади су смештене антене радио-извиђачког система Ромб-4, које се користе за откривање непријатељског радара, за одређивање правца из кога зрачи и за одређивање његове фреквенције.
На дну трупа, у пределу иза крила, налази се пар полу-заобљених антена система Квадрат-2, које су дизајниране за детаљно радиотехничко истраживање.
На предњем делу горњег трупа налазе се две трапезоидне антене које могу снимати радио преносе и део су сателитског комуникационог система.
Посада ИЛ-20 састоји се од два пилота (пилот и копилот), навигатора, летачког и радио инжењера. Специјалну извиђачку опрему у трупу авиона Ил-20 опслужује шест оператера који седе испред и у средини трупа. Са задње стране трупа налази се кабина за одмор посаде, мали простор за гардеробу и тоалет.
Ил-20 покреће четири турбопроп мотора ББ-20М који авионu омогућава максималну брзину од 675 km/h на висини од 10.000 m. Ови параметри заостаје за својим америчким ривалом RC-135, који, због турбомлазних мотора достиже максималну брзину од 933 km/h и плафон лета од 15.200 m. Међутим, домет Ил-20 нешто је већи од RC-135 и достиже 6.200 km.

## Оперативно коришћење
Авион Ил-20 је произведен у фабрици No 240 у Москви СССР, у периоду од 1967. до 1976. године. За то време је произведено укупно 20 примерака ових авиона. Користи га војно ваздухопловства Русије. Посада се креће од 13 до 15 чланова.
Након увођења ИЛ-20 је почео да спроводи истраживања у међународном ваздушном простору. Стране обавештајне службе нису га идентификовале све до 1978. године, а НАТО му је доделио кодно име Цоот-А. Ил-20 је са успехом коришћен на Црном мору, Балтичком мору, снимању Британских острва. Коришћени су за време интервенције у Авганистану и рата у Чеченији као и за врме грађанског рата у Сирији.
Један Ил-20М (рег. Бр. РФ-93610) са 15 чланова посаде је случајно оборен 17. септембра 2018. од стране сиријске против ваздушне одбране за време руске интервенције у Сирији. Ил-20 су овде са успехом коришћени за пресретање комуникација и одређивање положаја формација војске Исламске државе.  Инцидент, у коме је убијено свих 15 чланова посаде, догодио се током ваздушног напада израелских авиона Ф-16 на положаје Хезболаха. Сиријска против ваздушна одбрана покушала је оборити те ловце и случајно је погодила руски извиђачки авион. Авион је погођен сиријском ракетом совјетског система С-200.
- Ил-20 силуете авиона
- Авион Ил-20 на аеродромској стајанци
- Ил-20 на оперативном задатку(амерички снимак)
- Ил-20 при полетању
- Изглед авиона Ил-20 с преда
- Изглед авиона Ил-20 са репа

## Земље које су користиле овај авион
| - СССР - Русија |